# Pardosa brevimetatarsis
Pardosa brevimetatarsis là một loài nhện trong họ Lycosidae.
Loài này thuộc chi Pardosa. Pardosa brevimetatarsis được Embrik Strand miêu tả năm 1907.